# Tarnos
Tarnos é uma comuna francesa na região administrativa da Nova Aquitânia, no departamento Landes. Estende-se por uma área de 26,3 km². Em 2010 a comuna tinha 12 786 habitantes (densidade: 486,2 hab./km²).